# Râul Câmpu, Secu-Vaduri
Râul Câmpu este un curs de apă, afluent al râului Secu-Vaduri. 

## Hărți
- Harta Munții Tarcău  Arhivat în 22 februarie 2010, la Wayback Machine.